# 安東島
安東島（英語：Anton Island）是南極洲的島嶼，位於戴維斯灣入口處東面，處於路易斯島東北面9公里，長1公里，在1956年由澳大利亞探險隊發現，現時由南極條約體系管理。